# August von Miller zu Aichholz
August von Miller zu Aichholz (* 17. Juni 1829 in Wien; † 24. Dezember 1899 ebenda) war ein österreichischer Industrieller, Mäzen und Privatgelehrter aus der Familie Miller-Aichholz.
Seine Familie war eine der bekanntesten während der Ringstraßenepoche.

## Leben

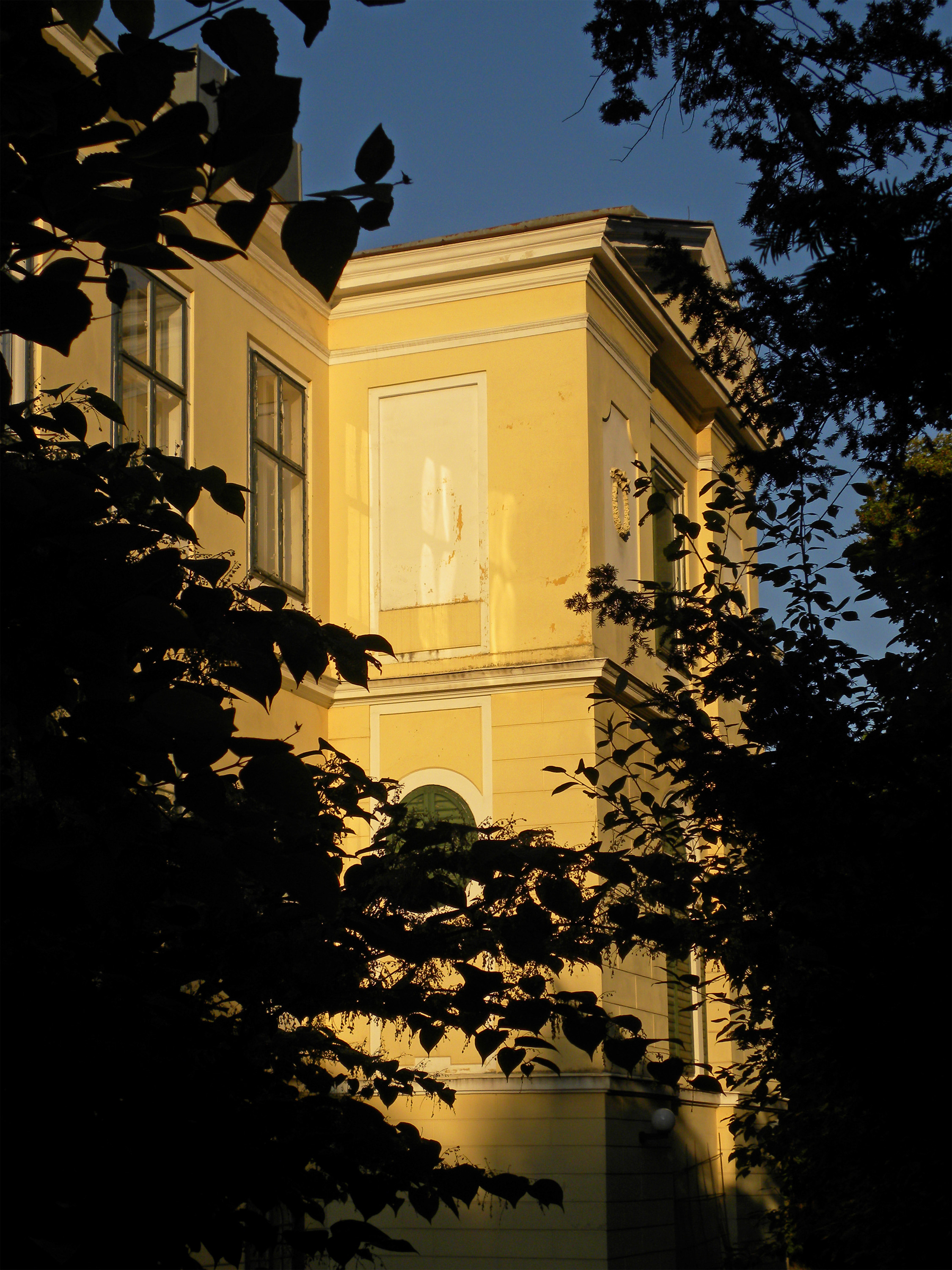
Villa in Hütteldorf, Linzer Straße 452

August war einer der Söhne des Großindustriellen Josef von Miller zu Aichholz und der Belgierin Marie Flore d’Heur. August war wirtschaftlich weniger aktiv als seine Brüder Vinzenz von Miller zu Aichholz (1827–1913), Viktor von Miller zu Aichholz (1845–1910) und Eugen von Miller zu Aichholz (1835–1919). August unternahm dafür ausgedehnte Bildungsreisen nach England, in die USA (1855) und in den Orient (1858–59), war Mitglied in verschiedenen Verwaltungsräten und gesellschaftlich sowie kulturell aktiv. Die „Deutsche Zeitung“ und das Wiener Stadttheater zählten ihn zu ihren Gründern. Er unterstützte den Frauenerwerbsverein und war langjähriges Direktionsmitglied der Wiener Gesellschaft der Musikfreunde. August betrieb auch familiengeschichtliche Studien und schrieb ein 1907 publiziertes Lebensbild seines Vaters unter dem Titel „Esse quam videri“ (Mehr sein als scheinen), dem Wappenspruch der Familie.
Er wurde am Meidlinger Friedhof bestattet.
1891 erwarb er eine Villa in Hütteldorf und ließ sie umbauen. 1929 wurde sie an Fürstin Elisabeth Marie Windisch-Graetz, die Tochter des österreichischen Kronprinzen Rudolf und Enkelin Kaiser Franz Josephs, verkauft.